# Erythroxylum subglaucescens
Erythroxylum subglaucescens är en tvåhjärtbladig växtart som beskrevs av Carl Friedrich Philipp von Martius och Johann Joseph Peyritsch. Erythroxylum subglaucescens ingår i släktet Erythroxylum och familjen Erythroxylaceae. Inga underarter finns listade i Catalogue of Life.